# Wärmepflaster
Ein Wärmepflaster ist ein Heftpflaster, das zur äußerlichen Behandlung von Schmerzen insbesondere im Rückenbereich (z. B. Hexenschuss, Muskelverspannungen, rheumatische Erkrankungen) angewandt wird. Es verbleibt vier bis zwölf Stunden auf der Haut. Wärmepflaster sind frei verkäufliche Arzneimittel.

## Traditionelle Wärmepflaster
Klassisch ist die Methode, bei der Wirkstoffe abgegeben werden, die die Durchblutung fördern und so für eine dauernde, gleichmäßige Erwärmung der abgedeckten Fläche sorgen. Sie finden Gebrauch bei Produkten wie dem 1928 entwickelten „Hansaplast ABC Wärme-Pflaster“ oder den „GothaPlast RheumaMed Wärmepflastern“. Als Wirkstoff dient meist Capsaicin, gelegentlich in Kombination mit anderen Wirkstoffen (z. B. Arnika bei Gothaplast RheumaMed), oder bei Pflastern für empfindliche Haut auch Nonivamid, eine synthetische Version von Capsaicin.

### Name und Geschichte
Die umgangssprachlich gewordene Abkürzung „ABC“ steht für die Kombination der drei pflanzlichen Wirkstoffe Arnika, Belladonna und Capsicum. 1928 verarbeitete der Erfinder des ABC-Pflasters, Professor Raubenheimer, erstmals Extrakte dieser Pflanzen in einem Heilpflaster gegen rheumatische Beschwerden. Im Laufe der Zeit wurde die Zusammensetzung der Inhaltsstoffe verändert. Therapiestudien konnten belegen, dass Cayennepfeffer-Dickextrakt – gewonnen aus der Chilischote – im ABC-Pflaster zur deutlichen Linderung von Rückenschmerzen führt. Heute enthält ABC nur noch Capsaicin; auf Arnika und Belladonna wird verzichtet.

### Wirkung
Lokal aufgetragen, stimuliert das aus Cayennepfeffer-Dickextrakt gewonnene Capsaicin die Wärme- und Schmerzrezeptoren der Haut. Spürbar und oft als Rötung sichtbar ist zunächst die Hautreaktion. Die Durchblutung wird gefördert, ein Wärmegefühl breitet sich aus. Ein weiterer positiver Effekt ist die lang anhaltende schmerzstillende Wirkung. Das Capsaicin hemmt die Freisetzung eines Schmerzbotenstoffes, der sogenannten Substanz P. „Die bestehenden Vorräte an Substanz P werden entleert und die Schmerzsignale nicht mehr übertragen, weshalb Patienten auch nach Beendigung der Therapie keine Schmerzen mehr haben“, erklärt der Berliner Arzt und Schmerzexperte Dr. Jan-Peter Jansen. Nach der Anwendung durchblutungsfördernder Arzneimittel ist der Einsatz von Wärme in Form von Rotlicht oder einer heißen Kompresse tabu, weil sich Arznei und Wärmeanwendung extrem verstärken können.

## Eisenpulverbasierte Wärmepflaster
Eisenpulverbasierte Wärmepflaster verzichten auf die direkte Reizung der Haut durch Wirkstoffe zugunsten einer externen Wärmezufuhr. In Pflaster eingebundenes Eisenpulver reagiert hierbei mit dem Sauerstoff der Luft, die entstehende Reaktionswärme wird an den Körper abgegeben.